# Цел под Ајхелбергом
Цел под Ајхелбергом (њем. Zell unter Aichelberg) општина је у њемачкој савезној држави Баден-Виртемберг. Једно је од 38 општинских средишта округа Гепинген. Према процјени из 2010. у општини је живјело 3.017 становника. Посједује регионалну шифру (AGS) 8117060.

## Географски и демографски подаци
Цел под Ајхелбергом се налази у савезној држави Баден-Виртемберг у округу Гепинген. Општина се налази на надморској висини од 384 метра. Површина општине износи 6,4 km². У самом мјесту је, према процјени из 2010. године, живјело 3.017 становника. Просјечна густина становништва износи 472 становника/km².

## Међународна сарадња
| Мјесто | Држава     | Врста сарадње | Од    |
| ------ | ---------- | ------------- | ----- |
|        | Француска  | партнерство   | 1981. |
| Цел    | Швајцарска | контакт       | 1966. |
| Извор  |            |               |       |